# 永貴電器
浙江永貴電器股份有限公司，簡稱浙江永貴電器股份、浙江永貴電器，以及永貴電器（英語：Zhejiang Yonggui Electric Equipment Company Limited，深交所：300351），於1973年由范永贵（董事長）創立前身為「浙江省天台县车辆电器厂」，以及「浙江天台永贵电器有限公司」。
現時業務在國內經營生产及銷售的连接器产品，招股價為31元人民幣，發行新股為2,000万股，集資額為6.2億元人民幣。而股份則在2012年9月20日於深圳證券交易所創業板上市。

## 連結
- yonggui.com （页面存档备份，存于）